# 滾弄大橋
滾弄大橋，緬甸橋梁，位於果敢滾弄街薩爾溫江，是臘戍與果敢之間的交通咽喉。 此橋為緬甸聯邦政府出資，中華人民共和國政府援緬施工建造，1965年通車 。由於該橋位於果敢與緬甸內地的要道上，深具軍事價值，完工啟用後即由緬甸聯邦政府管理 。1971年至1972年間的滾弄戰役:82-83，緬甸人民軍試圖取道滾弄大橋進犯臘戍，守軍中斷大橋，並憑藉著砲兵與空軍的支援抵擋住緬共的進攻，緬共敗退回果敢老街。該橋為鋼索吊橋，長約200米。